# قصعين الآلهة
قصعين الآلهة أو الخويخة أو المرو (الاسم العلمي:Salvia dominica) هو نوع من النباتات يتبع جنس القصعين من الفصيلة الشفوية.